# بنای امامزاده حسین
بنای امامزاده حسین مربوط به اوایل سدهٔ ۸ ه.ق است و در شهرستان کرمان، جاده کرمان به جویار واقع شده و این اثر در تاریخ ۱ فروردین ۱۳۴۵ با شمارهٔ ثبت ۵۲۹ به‌عنوان یکی از آثار ملی ایران به ثبت رسیده است.